# پل کوچه
پل کوچه پلی تاریخی مربوط به دوره صفوی است و در شهرستان کنگاور، دهستان گودین، روستای کوچه واقع شده و این اثر در تاریخ ۱۰ دی ۱۳۸۱ با شمارهٔ ثبت ۶۶۰۷ به‌عنوان یکی از آثار ملی ایران به ثبت رسیده‌است.